# Protogenia (filla de Calidó)
Segons la mitologia grega, Protogenia (en grec antic: Πρωτογένεια, 'nascuda la primera') va ser una filla de Calidó i d'Eòlia.
Unida amb Ares, fou mare d'Òxil.